# Östro 430
Östro 430 est un groupe de punk rock allemand, originaire de Düsseldorf, composé de quatre femmes.

## Histoire
Le groupe est formé en décembre 1979 par Martina Weith, Bettina Flörchinger, Marita Welling et Monika Kellermann. Elles se sont rencontrées puis lors d'un concert de Nina Hagen. Trois semaines avant la première apparition, Monika Kellermann part et est remplacée par Olivia Casali. Le 3 mai 1980, la première apparition a lieu au Okie Dokie à Neuss, lors d'un festival organisé par le fanzine punk Schmier. Le groupe n'a aucune guitare, juste des claviers, une basse, une batterie. Elles attirent l'attention du groupe Fehlfarben qui les engagent comme première partie de leur tournée en Allemagne. En 1980, trois chansons (Sexueller Notstand, Triebäter et Too Cool) paraissent dans une compilation du label Schallmauer-Records. En 1981, le premier EP Durch dick & dünn a huit chansons (Das Quietschende Bett, Sechzehn, Sexueller Notstand, Plastikwelt, S-Bahn, Ich halt mich raus, Idi Otto, Zu cool). Quelques mois après la sortie de l'EP, Marita Welling puis Olivia Casali quittent le groupe. Gisela Hottenroth et Birgit Köster arrvient. En 1983, le LP Weiber wie wir sort. Fin 1983, un guitariste complète le line-up du groupe, mais le label Schallmauer-Records est liquidé.
Le groupe donne son concert d'adieu le 25 mai 1984 au centre de loisirs Garath à Düsseldorf et se sépare. Le 28 mai 1999, un concert de retrouvailles a lieu au Tor 3 à Düsseldorf.
Martina Weith chante sur des disques de Family 5, Prollhead et Die Ärzte au début des années 1990. Bettina Flörchinger devient gynécologue. Olivia Casali intègre Fehlfarben début 1982, est choriste et tient la basse pour certains morceaux, aux côtés de Hans Maahn après que le bassiste Michael Kemner soit passé chez Mau Mau. Sur le single 14 Tage, elle est choriste et auteur des paroles de la chanson Uh Cherie. Après la grande tournée de trois mois en Allemagne, Autriche et Hollande, peu de temps avant le concert de Rockpalast, elle quitte le groupe et s'installe en Italie. Elle habite à nouveau à Düsseldorf en 1989 et s'appelle désormais Olivia Tawiah.
Thees Uhlmann reprend la chanson du groupe Ich halt mich raus et la sort en septembre 2019 en tant que titre bonus pour son album Junkies und Scientologen.
Le groupe s'est renouvelé en 2019 et est actif jusqu'à présent.

## Discographie
- 1981 : Durch dick & dünn (12" EP, Schallmauer-Records)
- 1982 : Vampir / Meerschweinchen (Single, Schallmauer-Records)
- 1983 : Weiber wie wir (Album, Schallmauer-Records)
- 2020: Keine Krise kann mich schocken (Best of, Tapete Records)
- 2023: Punkrock nach Hausfrauenart (Album, Tapete Records)

## Source de la traduction
- (de) Cet article est partiellement ou en totalité issu de l’article de Wikipédia en allemand intitulé « Östro 430 » (voir la liste des auteurs).

1. ↑  (de) Jenni Zylka, « Werkschau von Deutschlands Punkpionierinnen », sur Deutschlandfunk, 2020 (consulté le 23 septembre 2020)